# Chien-Soon Lu
Chien-Soon Lu (Taipei, 28 december 1959) is een golfprofessional uit Taiwan. Hij speelt op de Amerikaanse Champions Tour.
In de pers wordt hij C.S. Lu genoemd. Hij heeft in Azië 32 toernooien gewonnen en heeft twee keer op de eerste plaats van de Order of Merit van de Aziatische PGA Tour gestaan.
Van 2001-2008 stopte hij met het spelen van toernooien, maar nu hij oud genoeg is om op de Champions Tour te spelen, is hij weer begonnen. Eind 2010 wilde hij zijn herwonnen vorm testen. Hij ging naar de Tourschool voor de Champions Tour en eindigde op de 12de plaats. Op het US Senior Open werd hij 8ste. In november won hij het Fubon Senior Open.
Zijn Engels is gebrekkig, met de pers spreekt hij via een tolk. 

## Gewonnen
- 2011: Fubon Senior Open